# Fauzi Rzig
Fauzi Rzig (9 de julio de 1982) es un deportista tunecino que compitió en atletismo adaptado. Ganó una medalla de oro en los Juegos Paralímpicos de Pekín 2008 en la prueba de lanzamiento de jabalina (clase F33/34/52).

## Palmarés internacional
| Juegos Paralímpicos | Juegos Paralímpicos | Juegos Paralímpicos | Juegos Paralímpicos |
| Año                 | Lugar               | Medalla             | Prueba              |
| ------------------- | ------------------- | ------------------- | ------------------- |
| 2008                | Pekín (China)       | Medalla de oro      | Jabalina F33/34/52  |